# 狹盾蝽
狹盾蝽（学名：Brachyaulax oblonga）为盾背蝽科狹盾蝽屬下的一个种。